# Margaret L. Bodine
Margaret L. Bodine (27. července 1876, Gambier – 24. listopadu 1960, Phoenixville) byla americká přírodovědkyně, fotografka a filmařka se sídlem ve Filadelfii v Pensylvánii. Byla zakladatelkou umělecké organizace Lantern and Lens Gild, ženského fotografického klubu ve Filadelfii.

## Mládí
Margaret Lamb Bodine se narodila v Gambieru v Ohiu jako dcera reverenda Williama Budda Bodina (1841–1907) a Rachel Alice Allen Bodine (1840–1921). Její otec byl prezidentem Kenyon College v letech 1876 až 1891. Její bratranec byl soudce Joseph Lamb Bodine; jejich otcové byli bratři. Absolvovala Harcourt Place Seminary v Gambier v roce 1891.

## Kariéra

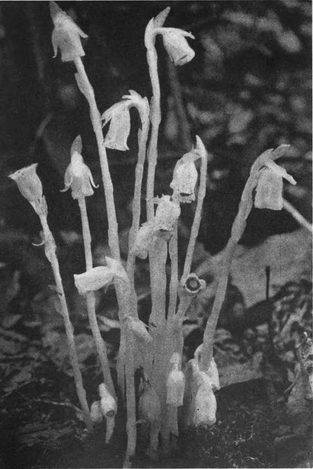
„Indian Pipes“, fotografie Margarety Bodine a Niny Lewisové, z publikace z roku 1909.

V roce 1905 byla Bodine zakladatelkou a první prezidentkou Lantern and Lens Gild, klubu fotografek, který vzešel z fotografických tříd Mathildy Weil pro ženy vedené na půdě Drexel University. Bodine a Nina Fisher Lewis sdílely první cenu za botanickou fotografii, druhou cenu za vnitřní fotografii a druhou cenu za portrét na první každoroční výstavě spolku v roce 1913.
Bodine fotografovala rostliny a zvířata, zejména kolibříky, pěnkavy a létající veverky, během několika let v severovýchodním přístavu v Maine a natočila o nich dokumentární filmy. Podrobně psala o vybavení, které použila, a o výzvách, kterým v této práci čelila. „Nevím o žádném jiném druhu fotografování, který by byl zajímavější než tento,“ řekla o své práci a dodala, že „je v ní nekonečná rozmanitost, dostatečné potíže, aby ji absorbovala a velká část odměňujících výsledků. “
Bodine byla členkou Amateur Motion Picture Club of America of Philadelphia. Filmy od Bodine zahrnovaly Humming-birds (1931), Ruby-Throated Humming-bird (1931). Bodine psala články o své práci, včetně Adventures in Taming Wild Birds at Birdbank (1923), nebo Holiday with Humming Birds (1928) pro časopis National Geographic. Posledně uvedený článek popisoval manipulační lahvičky se sladkou tekutinou maskované jako květiny, aby přilákaly kolibříky, a inspiroval vytvoření foukaných skleněných kolibříků od Laurence a May Rogers Webster, brzy poté.
Bodine přednášela například pro městský klub žen v roce 1925, na národní konferenci National Audubon Society v roce 1930, nebo na zasedání Geografické společnosti ve Filadelfii v roce 1939.

## Osobní život
Margaret L. Bodine a Nina Fisher Lewis spolu pracovaly a žily více než 40 let, až do smrti Lewis v roce 1948. Bodine obdržela životní příjem z panství Lewis, „v částečném ocenění svého dlouhého přátelství, oddanosti a společnosti“. Zemřela v roce 1960 ve věku 84 let ve Phoenixville v Pensylvánii.

## Galerie

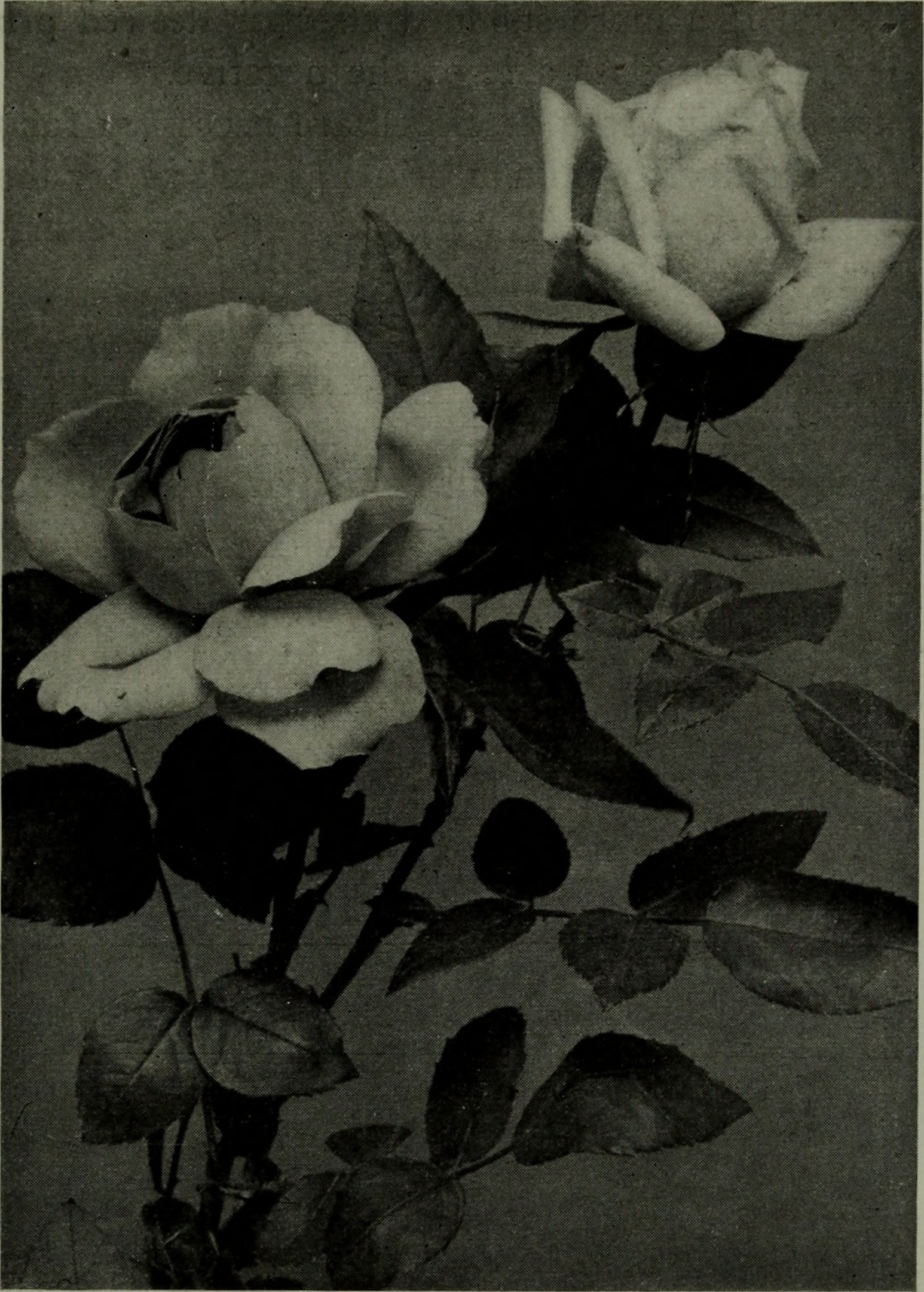
The American annual of photography, 1914
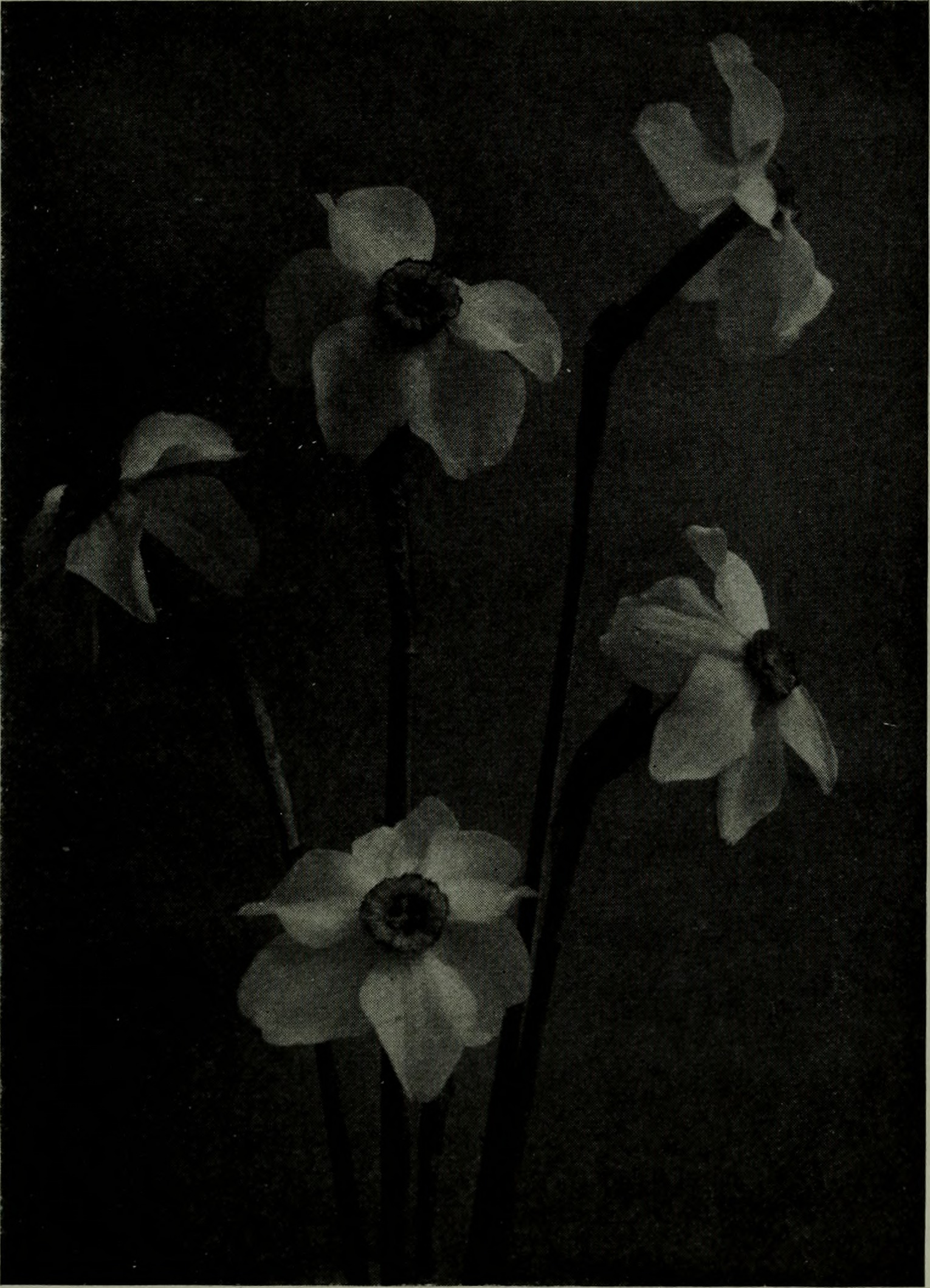
The American annual of photography, 1914